# Ayumi Niekawa
Ayumi Niekawa (japanisch 牲川 歩見 Niekawa Ayumi; * 12. Mai 1994 in Hamamatsu) ist ein japanischer Fußballspieler.

## Karriere
Niekawa erlernte das Fußballspielen in der Jugendmannschaft von Júbilo Iwata. Hier unterschrieb er 2013 auch seinen ersten Profivertrag. Der Verein spielte in der höchsten Liga des Landes, der J1 League. Am Ende der Saison 2013 stieg der Verein in die zweite Liga ab. 2016 wechselte er nach Tosu zum Erstligisten Sagan Tosu. 2017 wechselte er zum Zweitligisten Thespakusatsu Gunma. Für den Verein absolvierte er elf Ligaspiele. 2018 wechselte er zum Drittligisten Azul Claro Numazu. Für den Verein absolvierte er 56 Ligaspiele. 2020 wechselte er nach Mito zum Zweitligisten Mito HollyHock. Für den Verein stand er 60-mal in der zweiten Liga auf dem Spielfeld. Im Januar 2022 unterschrieb er einen Vertrag beim Erstligisten Urawa Red Diamonds. Am 4. November 2023 stand er mit den Urawa Reds im Finale des Ligapokals. Hier verlor man gegen den Erstligisten Avispa Fukuoka mit 2:1.

## Erfolge
Urawa Red Diamonds
- Japanischer Ligapokalfinalist: 2023